# Kranz Peak
Kranz Peak är en bergstopp i Antarktis. Den ligger i den centrala delen av kontinenten. Nya Zeeland gör anspråk på området. Toppen på Kranz Peak är 2 680 meter över havet, eller 81 meter över den omgivande terrängen. Bredden vid basen är 2,3 km.
Terrängen runt Kranz Peak är huvudsakligen kuperad, men åt nordväst är den bergig. Trakten är obefolkad. Det finns inga samhällen i närheten.